# Hymenomima rufata
Hymenomima rufata är en fjärilsart som beskrevs av W. Warren 1904. Hymenomima rufata ingår i släktet Hymenomima och familjen mätare. Inga underarter finns listade i Catalogue of Life.